# Триене при търкаляне
Триене при търкаляне е силата на съпротивление, която се появява, когато едно тяло се търкаля спрямо друго. Тази сила е свързана с деформацията на повърхностите на допиращите се тела. Възниква например между елементите на въртящи се лагери, между гумите на колелата на автомобила и пътното платно. В повечето случаи големината на триенето при търкаляне е много по-малка от големината на триенето при плъзгане при равни други условия, и затова търкалянето е много разпространен вид движение в техниката.